# Trigonisca nataliae
Trigonisca nataliae är en biart som först beskrevs av Jesus Santiago Moure 1950.  Trigonisca nataliae ingår i släktet Trigonisca och familjen långtungebin. Inga underarter finns listade i Catalogue of Life.